# Jessica Alonso Bernardo
Jessica Alonso Bernardo född den 20 september 1983 i Gijón i Spanien, är en spansk handbollsspelare.

## Klubbkarriär
Under sina sex säsonger i Navarras SD Itxako vann hon fyra spanska ligatitlar i rad från 2009 till 2012, och dessutom flera cuptitlar. Säsongen 2007/2008 förlorade klubben finalen i EHF-cupen men vann samma cup året efter. Alonso nådde finalen i EHF Champions League 2011, men förlorade finalen. Sommaren 2012 då SD Itxako försvunnit som klubb i den ekonomiska krisen, skrev hon på för det serbiska laget ŽRK Zaječar, med vilket hon vann den serbiska ligan och cupen. Hon stannade bara ett år i Serbien och gick sen till fransk handboll och skrev på Le Havre AC 2013.
I Le Havre tillbringade hon två säsonger. Säsongen 2015–2016 skrev hon på för det franska laget ESBF Besançon. 2016 avslutade hon sin karriär inom professionell handboll. 

## Landslagskarriär
Jessica Alonso Bernardo spelade för Spanien vid Europamästerskapet i handboll för damer 2008, där det spanska laget nådde finalen efter att ha besegrat Tyskland i semifinalen. Hon var också med och vann brons vid Världsmästerskapet i handboll för damer 2011. Hon ingick i det spanska lag som tog OS-brons i damernas turnering i samband med de olympiska handbollstävlingarna 2012 i London.